# Rostov na Donu
Rostov na Donu [róstov na dónu] (rusko Росто́в-на-Дону́) je pristaniško mesto v Rusiji. Leži na jugovzhodu Vzhodnoevropskega nižavja ob reki Don 46 km od njenega izliva v Azovsko morje, 1094 km južno od Moskve. Je upravno središče Rostovske oblasti, od 13. maja 2000 pa upravno središče Južnega zveznega okrožja. Rostov na Donu je bil ustanovljen leta 1749 po odloku carice Elizabete I. Predmestje mesta leži na delti reke Don.
Rostov ima vzdevek »južna prestolnica Rusije«. Leta 2019 je imelo mesto 1.133.307 prebivalcev (ocena).

## Zgodovina

### Od ustanovitve do zgodnjega 20. stoletja
Od antičnih časov je območje okoli izliva reke Don imelo kulturni in tržni pomen. Starodavni avtohtoni prebivalci so bili skitska, sarmatska in savromatska plemena. Mesto Tanais je bilo starogrška kolonija, trdnjava Tana pod Genovežani in trdnjava Azak v času Osmanskega cesarstva.
Leta 1749 je bila na reki Temernik, pritok Dona, z ediktom cesarice Elizabete, hčere Petra Velikega, ustanovljena trgovska hiša, da bi nadzirali trgovino s Turčijo. Locirana je bila ob trdnjavi, imenovani po Dimitriju Rostovskem, metropolitanskem škofu starega severnega mesta Rostov Veliki. Azov, mesto bližje Azovskemu morju ob Donu, je v regiji postopoma izgubljalo svoj tržni pomen nove trdnjave.
Leta 1756 je bilo na visokem bregu Dona ustanovljeno "rusko trgovsko in trgovsko podjetje Carigrad" pri "trgovskem naselju" (Kupečeskaja Sloboda). Proti koncu 18. stoletja je z vključitvijo prej osmanskega črnomorskega ozemlja v Rusko cesarstvo naselje izgubilo velik del vojaškega strateškega pomena kot obmejna postojanka.
Leta 1796 je bilo naselje ustanovljeno, leta 1797 pa je postalo sedež Rostovskega uezda v guberniji Novorosijsk. Leta 1806 se je uradno preimenoval v Rostov na Donu. V 19. stoletju se je Rostov zaradi svojih rečnih povezav z rusko notranjostjo razvil v glavno trgovsko in komunikacijsko središče. Železniška povezava z Harkovom je bila dokončana leta 1870, nadaljnje povezave pa so bile leta 1871 do Voroneža in leta 1875 do Vladikavkaza.
Hkrati z izboljšavami v komunikaciji se je razvila težka industrija. Premog iz Donske kotline in železova ruda iz Krivoga Roga sta podprla ustanovitev livarne leta 1846. Leta 1859 se je začela proizvodnja črpalk in parnih kotlov. Industrijsko rast je spremljalo hitro povečanje prebivalstva, saj je bilo do konca 19. stoletja v Rostovu registriranih 119.500 prebivalcev, skupaj s približno 140 industrijskimi podjetji. Pristanišče je bilo eno največjih trgovskih središč na jugu Rusije, zlasti za izvoz pšenice, lesa in železove rude.
Leta 1779 se je Rostov na Donu povezal z naseljem armenskih beguncev s Krima pri Nahičevan-na-Donu. Obe naselji sta bili ločeni s polji pšenice. Leta 1928 sta se obe mesti združili. Nekdanja mestna meja leži pod Trgom Teatralnaja v središču Rostova na Donu. Do leta 1928 je Rostov po združitvi postal tretje največje mesto v Rusiji.
V zgodnjem 20. stoletju  so bile v poletnih mesecih pogoste epidemije kolere.

### 20. stoletje
Med rusko državljansko vojno so beli in rdeči tekmovali za Rostov na Donu, takrat najbolj industrializirano mesto Južne Rusije. Do leta 1928 se je deželna vlada preselila iz stare kozaške prestolnice Novočerkask v Rostov na Donu.
V sovjetskem obdobju so boljševiki porušili dve glavni znamenitosti: cerkev sv. Aleksandra Nevskega (1908) in stolnico sv. Jurija (1783–1807).
Med prvo svetovno vojno  med letoma 1917–8, sta Rostov na Donu zasedli Nemčija in Avstrija. Med drugo svetovno vojno so nemške sile zasedle Rostov na Donu, najprej od 19./20. novembra 1941 do 2. decembra 1941, po besedah Anthonyja Beevora iz Stalingrada po napadih nemške prve tankovske vojske v bitki pri Rostovu in nato sedem mesecev od 23. julija 1942 do 14. februarja 1943. Mesto je bilo strateškega pomena kot železniško križišče in rečno pristanišče, ki je dostopalo do Zakavkazja, regije, bogate z nafto in minerali. Leta 1942 je nemška vojska na mestu z imenom Zmievskaya Balka pobila do 30.000 ruskih civilistov. Deset let je trajalo, da je mesto obnovilo škodo povzročeno med drugo svetovno vojno.

### Sedanjost
Leta 2018 je Rostov na Donu gostil več tekem svetovnega pokala FIFA.

## Uprava
V okviru upravne razdelitve je Rostov na Donu vključen kot mestni okrug - upravna enota, ki ima status, enak statusu okrožja. Kot upravna enota ima tudi status mestnega okrožja.

### Mestna okrožja
Rostov na Donu je razdeljen na osem mestnih okrožij:
| № | Mestno okrožje   | štev. prebivalcev |
| - | ---------------- | ----------------- |
| 1 | Vorošilovski     | 213.802           |
| 2 | Železnodorožni]] | 102.044           |
| 3 | Kirovski         | 65.322            |
| 4 | Leninski         | 80.240            |
| 5 | Oktjabrski       | 165.874           |
| 6 | Pervomajski      | 180.061           |
| 7 | Proletarski      | 120.665           |
| 8 | Sovetski         | 175.725           |

### Demografija
Popis leta 2010 je imel Rostov na Donu 1.089.261 prebivalcev, s čimer je bil deseto najbolj naseljeno mesto v Rusiji:
| 1811      | 1840      | 1897      | 1926      | 1956      | 1967      | 1982      | 1990      | 1995      |
| --------- | --------- | --------- | --------- | --------- | --------- | --------- | --------- | --------- |
| 4.000     | 12.600    | 119.500   | 327.700   | 552.000   | 757.000   | 966.000   | 1.013.300 | 1.026.000 |
| 2002      | 2006      | 2010      | 2012      | 2013      | 2014      | 2015      | 2017      |           |
| 1.068.000 | 1.054.900 | 1.089.900 | 1.099.500 | 1.103.700 | 1.109.800 | 1.115.000 | 1.125.000 |           |

## Podnebje
Rostov na Donu leži v vlažnem celinskem podnebju (Köppen: Dfa). Zima je zmerno hladna, povprečna januarska temperatura –3,0 °C. Najnižja zabeležena temperatura −31,9 °C je bila januarja 1940. Poletja so vroča in vlažna; julijske povprečne temperature 23,4 °C. Najvišja zabeležena temperatura v mestu 40,1 °C je bila poročana 1. avgusta 2010. Srednja letna količina padavin je 643 milimetrov, povprečna hitrost vetra je 2,7 m/s, povprečna vlažnost zraka pa je 72 %.

## Odlikovanja
- december 1970: red Lenina
- 1982: Red domovinske vojne (1. stopnja)
- 2008: Status mesta vojaške slave [21

## Gospodarstvo
Ugoden geografski položaj Rostova na trgovskih križiščih spodbuja gospodarski razvoj. Reka Don je glavna ladijska linija, ki povezuje jugozahodno Rusijo s severom. Rostov na Donu je trgovsko pristanišče za ruske, italijanske, grške in turške trgovce, ki prodajajo na primer volno, pšenico in olje. Prav tako je pomembno rečno pristanišče za potnike. Kmetijska regija Rostov na Donu proizvede tretjino ruskega rastlinskega olja iz sončnic.

### Prekop Volga–Don
Z izgradnjo pomorskega prekopa Volga-Don leta 1952 je Rostov na Donu postal znan kot pristanišče petih morij (dosegljivo s Črnega, Azovskega morja, Kaspijskega jezera ter Belega in Baltskega morja).

### Sodobna industrija
V sodobnem času je Rostov na Donu doživel gospodarsko rast. Številna zagonska podjetja so v mestu ustanovila sedež, srednji dohodek narašča, mesto pa se spreminja v sodobno, industrijsko in tehnološko bogato vozlišče. Rostov na Donu je na primer center za proizvodnjo helikopterjev in kmetijskih strojev. Inženirsko podjetje Tebodin je junija 2010 odprlo četrto pisarno v Rostovu na Donu.

## Kultura
Najbolj vidna arhitekturna značilnost osrednjega dela mesta je stolnica Marijinega rojstva (1860–1887), ki jo je zasnoval Konstantin Thon.
V Akademskem dramskem gledališču Maksim Gorki deluje Mihail Bušnov, ki je narodni umetnik ZSSR in častni meščan Rostova na Donu.
Majhne zbirke Umetnostne galerije in Umetnostnega muzeja vključujejo nekatera dela Repina, Surikova, Perova, Levitana, Aivazovskega kot tudi sodobnih rostovskih umetnikov.
Nekatere druge cerkve so še:
- Cerkev v imenu Zaščita svete Device
- Grška pravoslavna cerkev Marijinega oznanjenja (pripada Moskovski patriarhiji)
- Cerkev sv. Aleksandra
- Cerkev Vnebovzetja
- Cerkev v čast svetega Janeza iz Kronštata
- Armenska cerkev Svetega vstajenja
- Vojaška sinagoga

## Pomembni ljudje
Med pomembnimi ljudmi so baletna plesalka Olga Spesivceva, vojaški poveljnik Aleksander Suvorov, gimnastičarke Jelena Produnova, Julija Belokobilskaja, Marija Harenkova, serijski morilec Andrej Čikatilo (1936–1994) in Aleksander Pečerski (1909–1990), vodja upora v uničevalnem taborišču Sobibór.

### Pisatelji in pesniki
Pisatelji so Anton Čehov, Mihail Šolohov, Zakrutkin, Fadejev, Safronov, Kalinin, Aleksander Puškin, Maksim Gorki, Sergej Jesenin, Šušanik Kurginijan, Aleksej Nikolajevič Tolstoj, Aleksander Solženicin, Jurij Ždanov in Mikael Nalbandian. Po obisku Rostova leta 1831 je Puškin objavil svojo pesnitev Don. Temu je posvečen spomenik Puškinu na Puškinovem bulvarju. Maksim Gorki, je v mladosti delal kot pristaniški delavec v Rostovu na Donu. Vera Panova (1905–1973) je bila pisateljica sovjetske dobe. Moderna doba vključuje še imena, kot sta Danil Korezki in Toni Vilgocki. Mestne oblasti načrtujejo spomenik Aleksandru Solženicinu, ki je v mestu živel 18 let in študiral matematiko na univerzi Rostov.
Leta 2010 je bil postavljen spomenik Antonu Čehovu.

### Glasbeniki, skladatelji in pevci
Glasbeniki iz Rostov-na-Donu so Efrem Zimbalist violinist, Zaslavsky, Kim Nazaretov, Modest Musorgski, skladatelj Andrej Paščenko (1885-1972), pevka pop glasbe Irina Allegrova (1952), Jurij Bašmet, Sergej Vladimirovič Rodionov, Eva Rivas (1987), Mihail Puntov (1995), post-punk rock zasedba Motorama in rap zasedba Kasta.

### Raziskovalci in znanstveniki
Znanstveniki in raziskovalci so: zdravnika N. Bogoraz in S. Fedosov, znanstveniki Dimitrij Ivanovič Mendelejev, A. S. Popov, I. P. Pavlov, George Sedov, raziskovalec Arktičnega morja, Jakov Iljič Frenkel (1894–1952) fizik, Svjatoslav Fjodorov (1927-2000) ) oftalmolog,  Sabina Spielrein (1885–1942) psihoanalitik in Jurij Oganesian (jedrski fizik, po katerem je poimenovan oganeson (element 118))

## Mednarodne povezave
Rostov-on-Don je pobraten z:
- Antalya, Turčija
- Cheongju, Južna Koreja
- Dortmund, Nemčija
- Gera, Nemčija
- Glasgow, Škotska, VB
- Kajaani, Finska
- Le Mans, Francija
- Minsk, Belorusija
- Mobile, Alabama, ZDA
- Odesa, Ukrajina
- občina Pleven, Bolgarija
- Sevilja, Španija
- Volos, Grčija
- Jantai, Kitajska
- Erevan, Armenija